# Eingriffeliger Weißdorn
Der Eingriffelige Weißdorn (Crataegus monogyna), auch Hagedorn (von mittelhochdeutsch hagendorn), ist eine Pflanzenart der Gattung Weißdorne, die zu den Kernobstgewächsen (Pyrinae) innerhalb der Familie der Rosengewächse (Rosaceae) zählen. Die beiden deutschen Namen beziehen sich auf Blütenbau und -farbe bzw. den Standort (Haag, Hecke), der botanische auf die Heilkraft der Pflanze (lateinisch crataegus „stark, kräftig“).

## Verbreitung
Der Eingriffelige Weißdorn ist die häufigste Weißdornart in Mitteleuropa; daneben wächst er auch in Vorderasien bis nach Afghanistan. Er bevorzugt die Nähe von Hecken, Gebüschen und Waldrändern und kalkreiche Böden. Er gedeiht in Mitteleuropa meist in Gesellschaften der Ordnung Prunetalia, kommt aber auch in Gesellschaften der Ordnung Quercetalia pubescentis, Fagetalia oder des Verbands Erico-Pinion vor.

## Beschreibung
Der Eingriffelige Weißdorn ist ein Strauch oder kleiner Baum, der Wuchshöhen von 2 bis 6, selten bis über 15 Metern erreicht und von anderen Weißdornarten nur schwer zu unterscheiden ist. Der Stammdurchmesser erreicht über 50 Zentimeter, selten über 85 Zentimeter. Die Rinde ist dunkelbraun und weist orangefarbene Sprünge auf. Er hat Äste mit zahlreichen kräftigen Dornen und dichte Kronen. Seine 5–7 Zentimeter langen Laubblätter sind bis zur Hälfte in drei bis sieben an der Spitze gezähnte Lappen geteilt; in den Nervenachseln befinden sich Haarbüschel. Die von Mai bis Juni erscheinenden Blüten sind in Gruppen von 5–25 Stück angeordnet. Die zwittrigen, radiärsymmetrischen, fünfzähligen, weißen Blüten haben einen Durchmesser von 8–15 Millimetern. Ihre vielen Staubblätter haben rote Staubbeutel. Sie haben nur einen Griffel. Die etwas in die Länge gezogenen 8–10 Millimeter langen, eiförmigen, fleischigen Früchte sind dunkelrot und enthalten lediglich einen (Stein)Kern.
Die Chromosomenzahl beträgt 2n = 34.
Pflanzen aus Nordeuropa, etwa von Schleswig-Holstein an nordwärts, unterscheiden sich von den weiter südlich verbreiteten Sippen durch einen stärker behaarten Kelch. Sie sind früher als eigene Unterart Crataegus monogyna subsp. nordica Franco unterschieden worden. Diese wird heute meist nicht mehr unterschieden, da die Merkmale graduell ineinander übergehen.

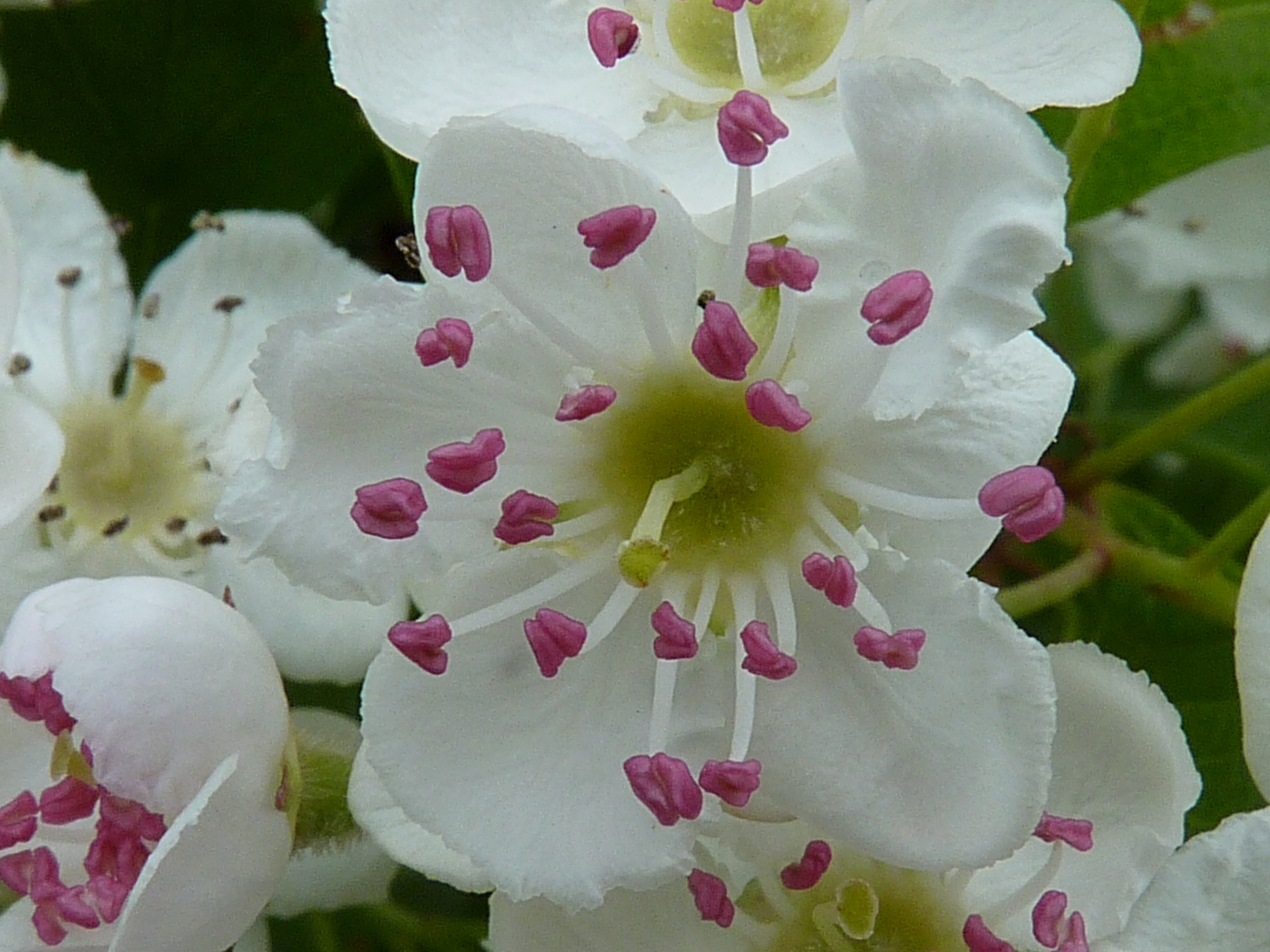
Eingriffeliger Weißdorn. Blüten mit fünf weißen Kronblättern und einem Griffel
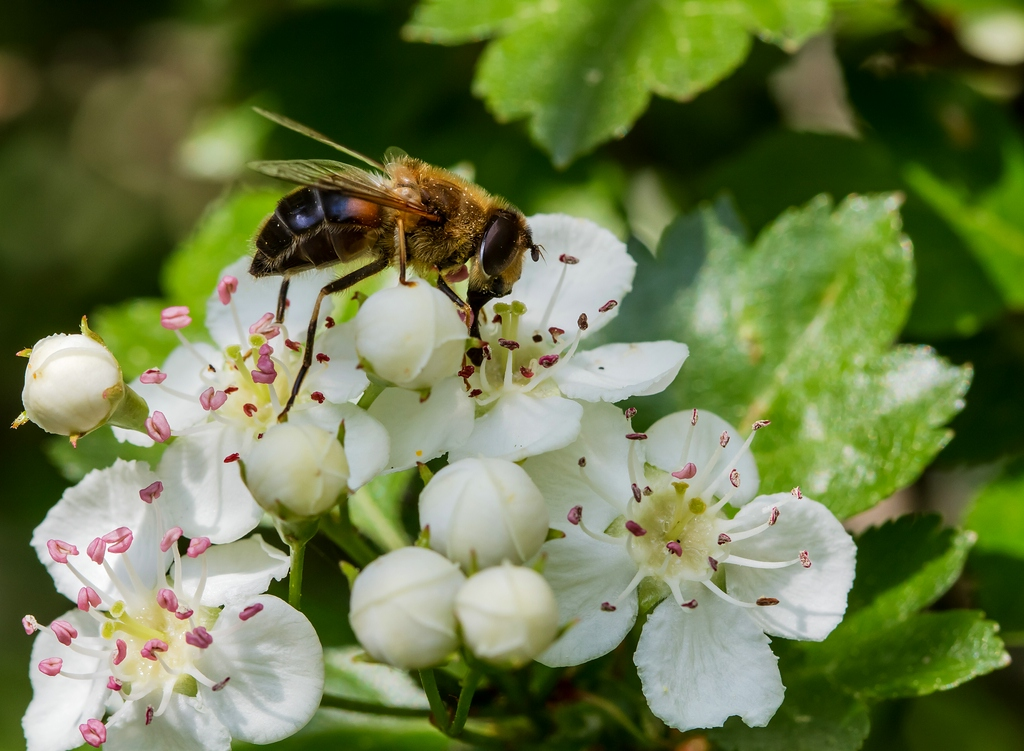
Zweigriffeliger Weißdorn. Blüten mit fünf weißen Kronblättern und zwei Griffeln
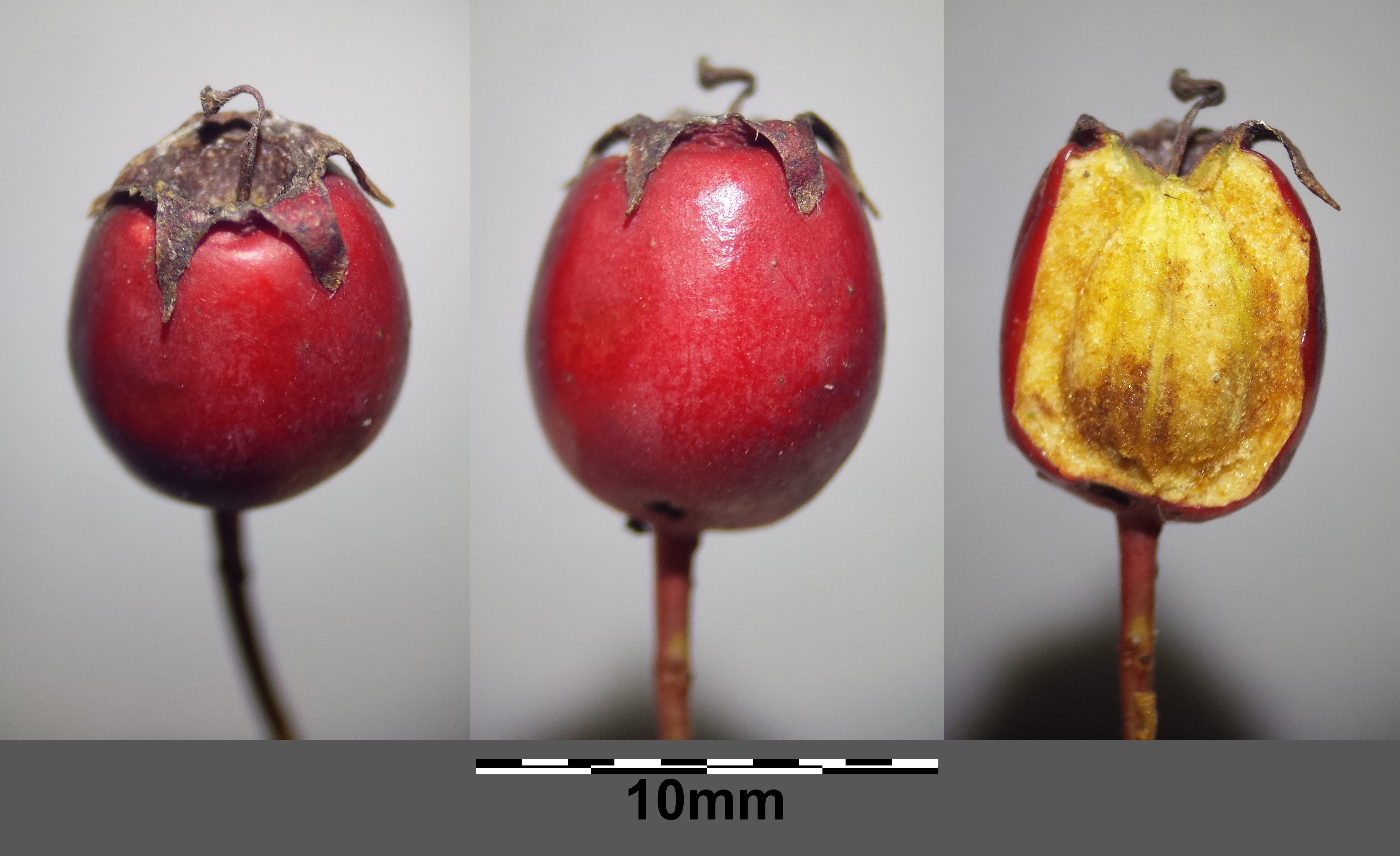
Frucht mit einem Griffel und Same
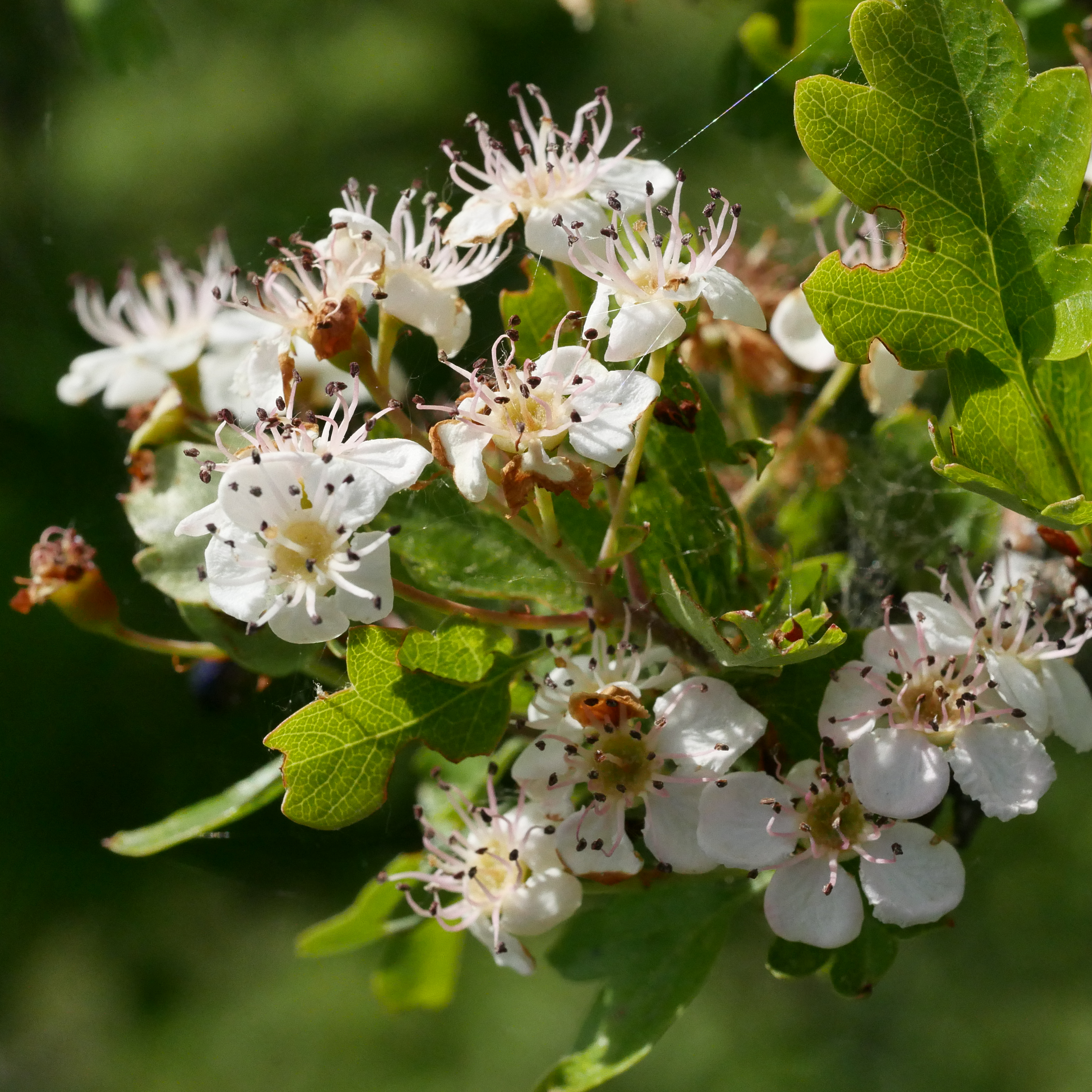
Blütenstand des Eingriffeligen Weißdorns

## Ökologie
Der Eingriffelige Weißdorn ist ein winterkahler Laubstrauch, seltener ein Baum, an dessen jungen Trieben sich bevorzugt Sprossdornen befinden, die dem Fraßschutz dienen.
Die Blüten sind vorweibliche „Scheibenblumen“ mit verdecktem Nektar. Der von Aminen herrührende Duft ist aus der Entfernung angenehm, wird aber aus der Nähe von Vielen als unangenehm empfunden, weil er an Maikäfergeruch oder an Fischgeruch erinnert. Bestäuber sind besonders Fliegen, aber auch Bienen.
Blütezeit ist von Mai bis Juni.
Die Früchte sind beerenartige Apfelfrüchte. Der innere Teil der Fruchtwand wird bei der Reife zu einem Steinkern, der von einem fleischig werdenden Blütenbecher umgeben ist, damit ist ein Steinapfel entstanden. Vögel schälen den fleischigen Teil ab, wobei der Steinkern ausgebreitet wird. Bei Säugetieren erfolgt die Ausbreitung des Steinkerns als Darm- oder Speicherausbreitung, letzteres besonders bei Nagetieren. Die Art ist ein Wintersteher, dadurch werden immer erst die schon bräunlichen Früchte gefressen.
Fruchtreife ist im September.
Der Weißdornbusch ist im Sommer eine Bienenweide und im Winter für einige Vogelarten (zum Beispiel Drosseln und Seidenschwänze) eine wichtige Nahrungsquelle. Durch ihre dichte Verzweigung und Bedornung sind Weißdornhecken schwer zugänglich und ein idealer Brutplatz. Der Neuntöter findet hier genug Dornen, um seine Beute aufzuspießen. Zahlreichen Schmetterlingsarten wie dem Segelfalter (Iphiclides podalirius), der Kupferglucke (Gastropacha quercifolia) oder dem Goldafter (Euproctis chrysorrhoea) dienen sie als Raupenfutterpflanze.
Die Licht- bis Halbschattenpflanze wächst in Laub- und Mischwäldern, an Waldrändern, Hecken, Feldgehölzen und an Felsenhängen auf trockenen bis frischen Böden. Der Weißdorn ist bodentolerant, wobei er kalkhaltige, lehmige Böden bevorzugt, salzhaltige Böden erträgt er dagegen nicht. Er kommt fast überall in Europa, auch im Nordwesten Afrikas und im Westen Asiens vor. Der Eingrifflige Weißdorn wird häufig angepflanzt.

## Pharmakologie

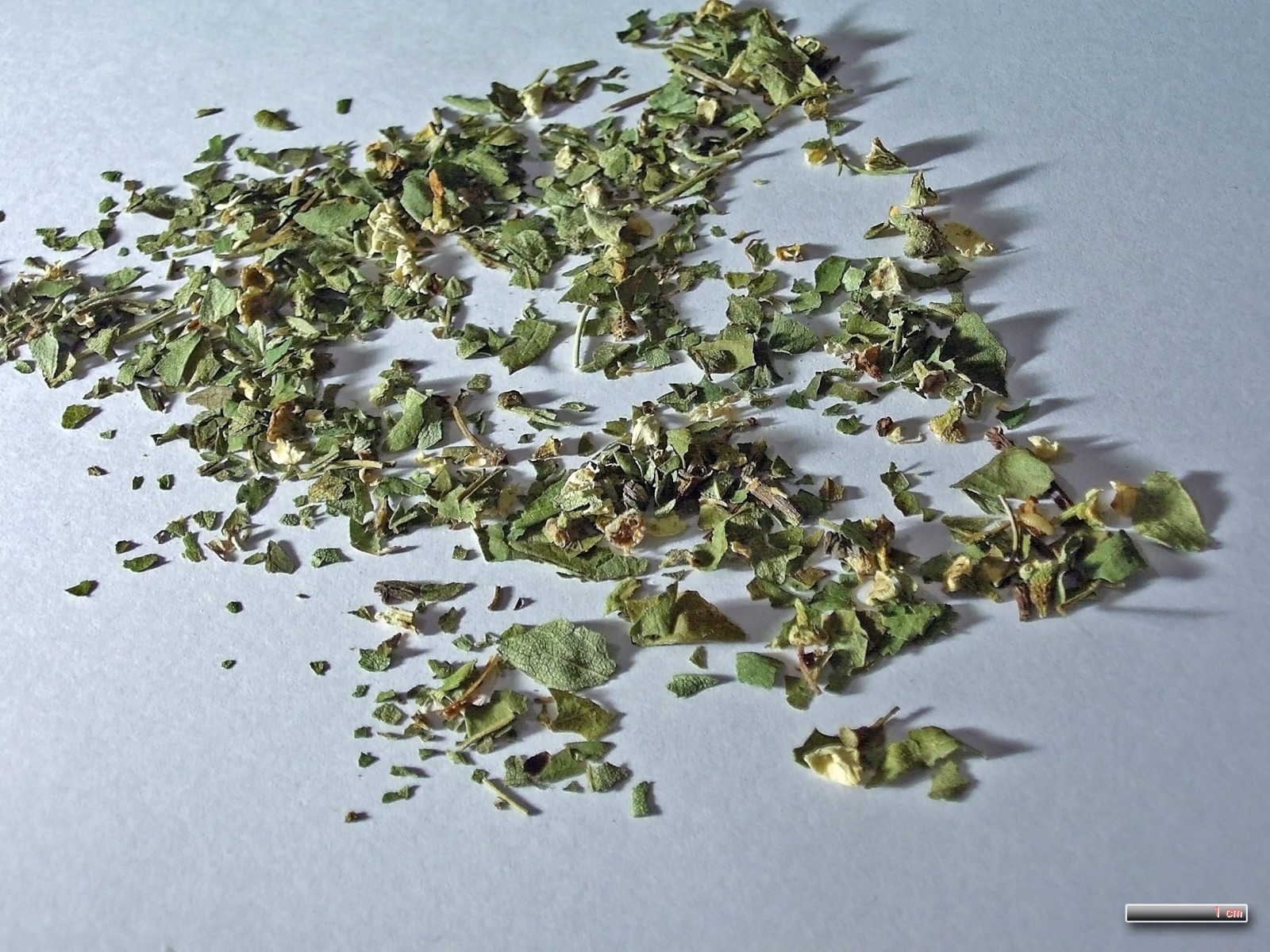
Eingriffeliger Weißdorn in Form der Blattdroge mit Blüten (Crataegi folium cum flore)

Blüten (Crataegi flos), Früchte (Crataegi fructus) sowie Blüten und Blätter zusammen (Crataegi folium cum flore) werden als Heildroge eingesetzt.
Extrakte aus den genannten Bestandteilen sind in zahlreichen Fertigpräparaten auf dem Markt und auf die vermutlichen Hauptwirkstoffe Flavonoide oder oligomere Proanthocyanidine eingestellt. Den Hauptwirkstoffen des Weißdorns ist eine hohe antioxidative Kapazität gemein, in den Früchten (Crataegi fructus) konnten folgende antioxidativ wirkende Stoffe isoliert werden: Chlorogensäure, die Catechine Catechin und Epicatechin, die Flavonoide Rutin, Quercetin und Vitexin-2-O-Rhamnosid das Flavon Hyperosid, Procyanidin B2. Für die gefäßrelaxierende Wirkung von Crataegus monogyna sind wahrscheinlich die Proanthocyanidine verantwortlich.
Weißdornzubereitungen verstärken die Pumpkraft des Herzens, verbessern die Durchblutung der Herzkranzgefäße und vermindern den Sauerstoff- und Energieverbrauch bei der Arbeit des Herzens. Dementsprechend werden die Präparate eingesetzt bei leichter Herzleistungsschwäche infolge Alters oder nach Infektionskrankheiten bzw. bei anderen leichten Herzbeschwerden. Eine 2003 durchgeführte schweizerische Doppelblindstudie (143 Teilnehmer; mittleres Alter 65 Jahre) konnte die positive Wirkung eines Weißdornbeerenextraktes bei Patienten mit einer Herzinsuffizienz im Stadium NYHA II bestätigen. Auch bei anderen kardiovaskulären Erkrankungen, wie Bluthochdruck oder koronarer Herzkrankheit, könnte der unterstützende Einsatz von Weißdornzubereitungen positive Einflüsse auf den Krankheitsverlauf haben.
Weißdornzubereitungen sind bei akuten Krankheitszuständen weniger geeignet als zur längerfristigen Vorbeugung und Nachbehandlung.
In jedem Fall sollte von einem Arzt geklärt werden, ob nicht ein schweres Herzleiden vorliegt.
In der Wirkungsweise besteht keine Ähnlichkeit mit der von herzwirksamen Glykosiden; Weißdornpräparate werden aber oft zur Unterstützung und Ergänzung der Digitalistherapie herangezogen.

## Sonstige Verwendung
Die Blätter werden auch als Tee- oder Tabakersatz verwendet, gemahlene Samen als Kaffeeersatz. Das getrocknete Fruchtfleisch der „Mehlbeeren“ wurde in Notzeiten gegessen, entweder zu einer Art Mehl gemahlen oder als Mus verarbeitet. Teilweise wird es auch Schnaps als Geschmacksmittel zugesetzt. Bei all diesen Verwendungsarten sollte die oben beschriebene medizinische Wirksamkeit nicht außer Acht gelassen werden.
Der Eingriffelige Weißdorn ist als Zierpflanze, aber auch als Heckenpflanze bestens geeignet, da er sich gut zurückschneiden lässt. Wegen seiner Dornen ist er als Vogelschutzgehölz zu empfehlen.
Als „Rotdorn“ werden verschiedene rotblühende Kultursorten bezeichnet, die unter Beteiligung von Crataegus laevigata entstanden sind. Beliebt ist z. B. die Kultursorte ‚Pauli‘, mit leuchtend karminroten, gefüllten Blüten. Sie ist nicht erbfest und kann deshalb nur vegetativ vermehrt werden.

## Bastarde
Es gibt zahlreiche Hybride, von denen einige als Zierpflanzen in Gärten gepflanzt werden. Die bekannteste ist der Mittlere Weißdorn oder Bastard-Weißdorn (Crataegus × media Bechst. / Crataegus monogyna Jacq. × Crataegus laevigata Poir.), von dem es als Gartenform mehrere Sorten gibt. Eine weitere ist der Großfrüchtige Weißdorn (Crataegus × macrocarpa Hegetschw. / Crataegus monogyna Jacq. × Crataegus rhipidophylla Gandoger).

## Veredlungsunterlage
Der Eingriffelige Weißdorn ist auch als Veredelungs-Unterlage für Birnen, Quitten und Mispeln geeignet; da er aber für Feuerbrand anfällig ist, wird er für diesen Zweck nur noch selten verwendet.

## Trivialnamen
Für den Eingriffeligen Weißdorn bestehen bzw. bestanden auch die weiteren deutschsprachigen Trivialnamen Aschrösslein (Ulm), Christdorn (Schlesien), Doorn (Norddeutschland, niederdeutsch), Doornbusch (Norddeutschland, niederdeutsch), Eggendorn (Bern), Unser lieben Frauen Birlein, Unser lieben Frauen Birnchen, Birnlein, Hagapfelstrauch, Hagdoorn (Holstein), Hage (mittelniederdeutsch), Hagen (mittelniederdeutsch), Hachtun (tun im Sinne von Zaun, mittelniederdeutsch), Haichtun (mittelniederdeutsch), Hagdurn (Mecklenburg), Hagedoorn (Ostfriesland), Hageapfelstrauch, Hagebusch (mittelhochdeutsch), Hagelbusch (mittelhochdeutsch), Hagenboum, Hagenbusch (mittelhochdeutsch), Haghedorn, Hagin, Haginbaum, Haindorn, Handorn (Eifel bei Nürnburg), Hanelpeffe, Haweide (Göttingen), Haweife (mittelniederdeutsch), Haweike (mittelniederdeutsch), Haweiweke (mittelniederdeutsch), Haynerholz (Schlesien), Heckdorn, Heckenweissdorn, Heckedorn (mittelhochdeutsch), Hegedorn, Heggebeeristrauch (Bern), Heinzerleinsdorn (Henneberg), Hoghedorn, Hundsdorn, Mehlbaum (Schlesien, Österreich), Mehlbeerboom, Mehlbeerbusch (Mecklenburg, Schleswig-Holstein), Mehlbeerstaude (Österreich), Mehldorn (Schlesien), Mehlfässchen, Mehlfäustelstaude, Mehlfeistchen, Mehlfeserzenstrauch, Mehlhagedorn, Mehlhosenholz, Mehlploten, Mehlstrauch, Möllerbrod, Saubeeri (Bern), Thelsbirlibaum (Bern), Vogelbeer (Bern), Webdüörn (Altmark), Weißdorn, Witdoren (Göttingen), Wittdäörn (Altmark) und Wittdoorn (Schleswig-Holstein, Mecklenburg).

## Bilder

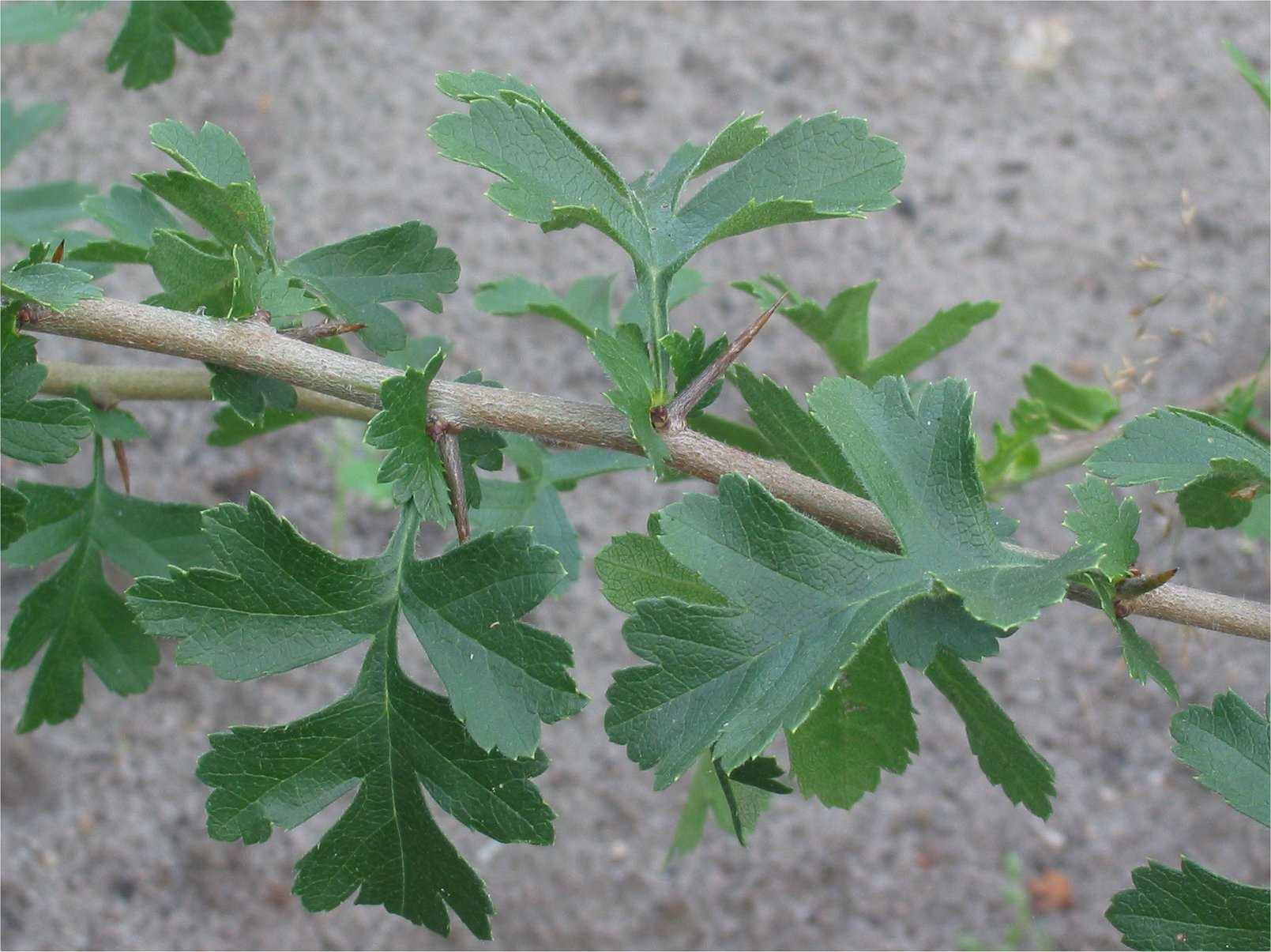
Blätter und Dornen
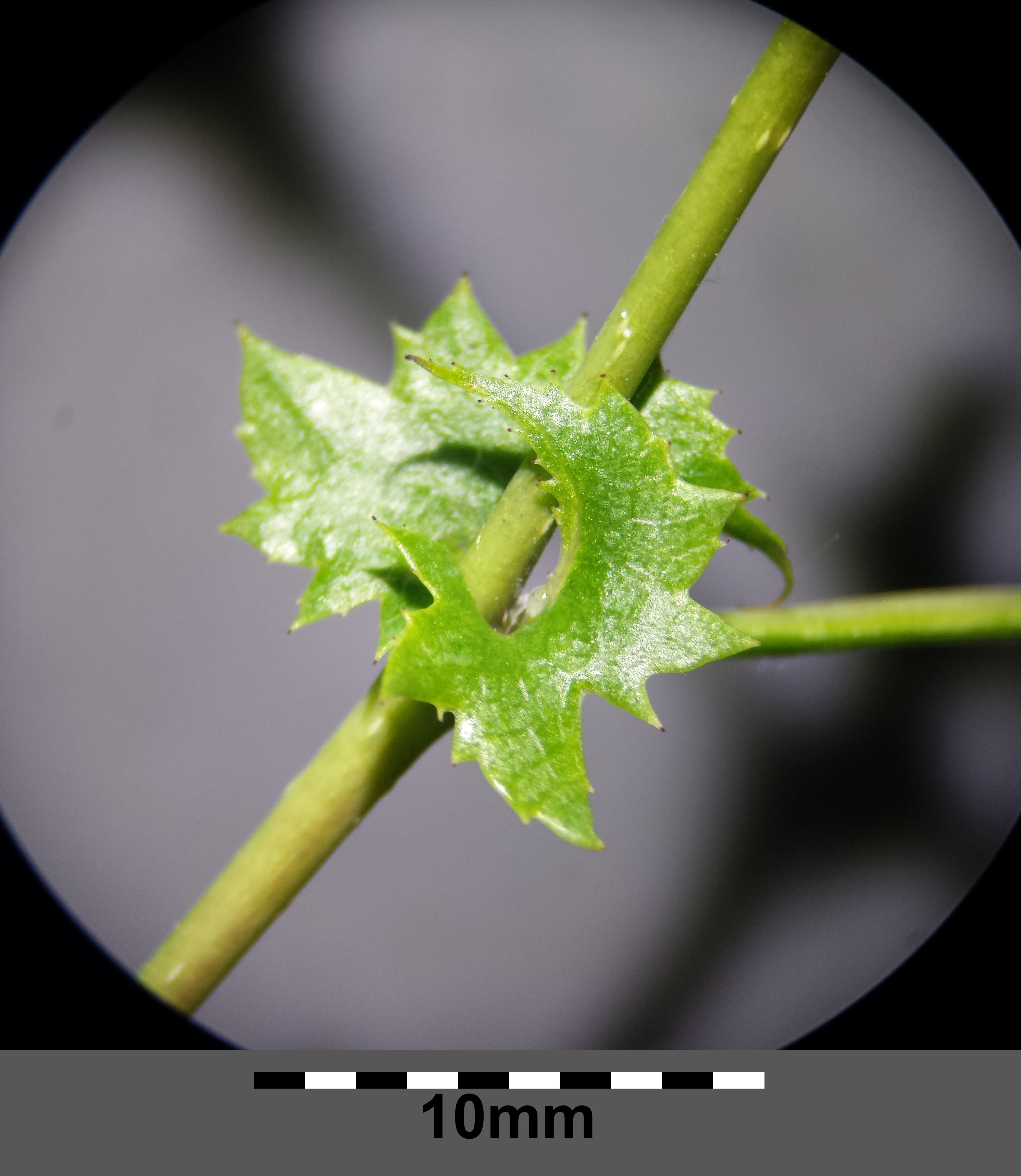
Nebenblätter
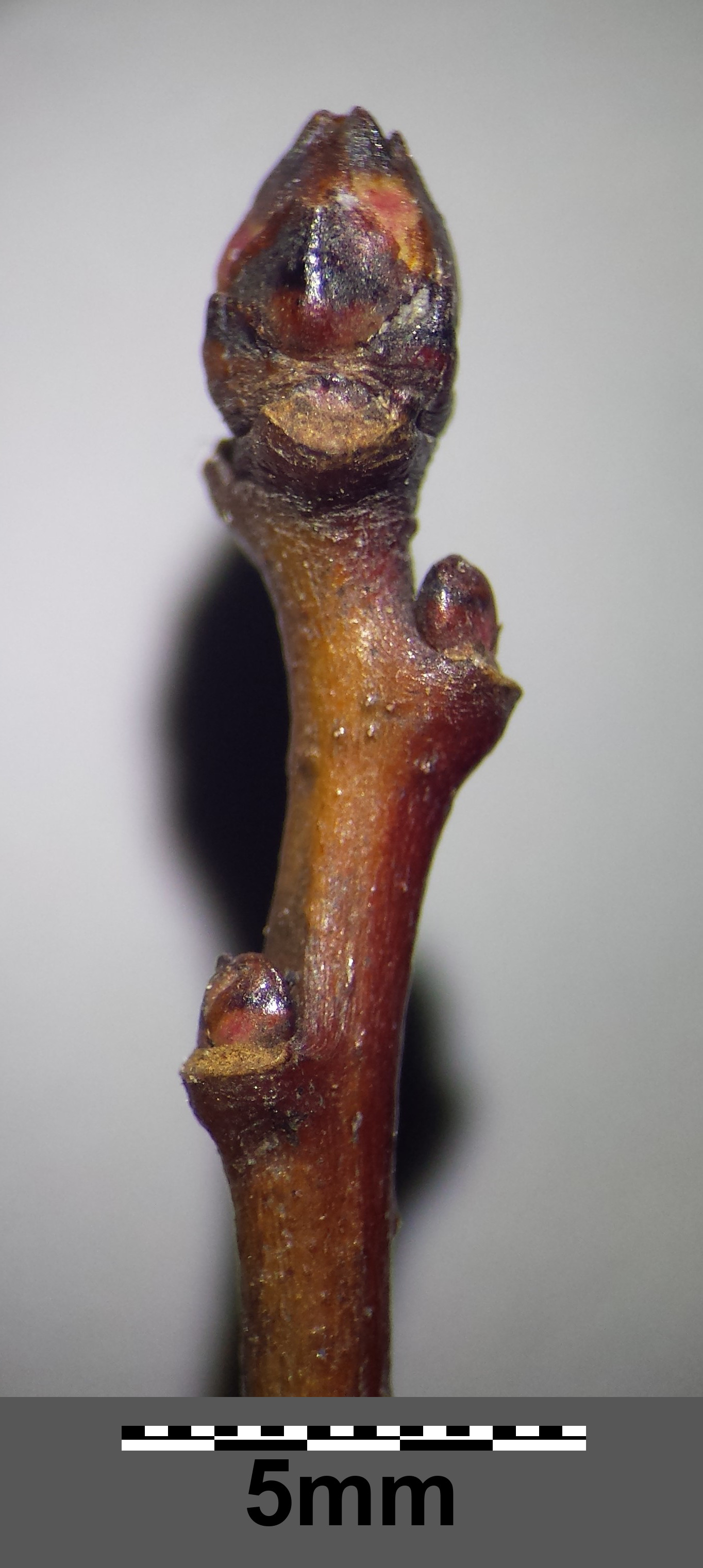
Langtrieb mit Knospen. Die Endknospe ist meist größer als die Seitenknospen.
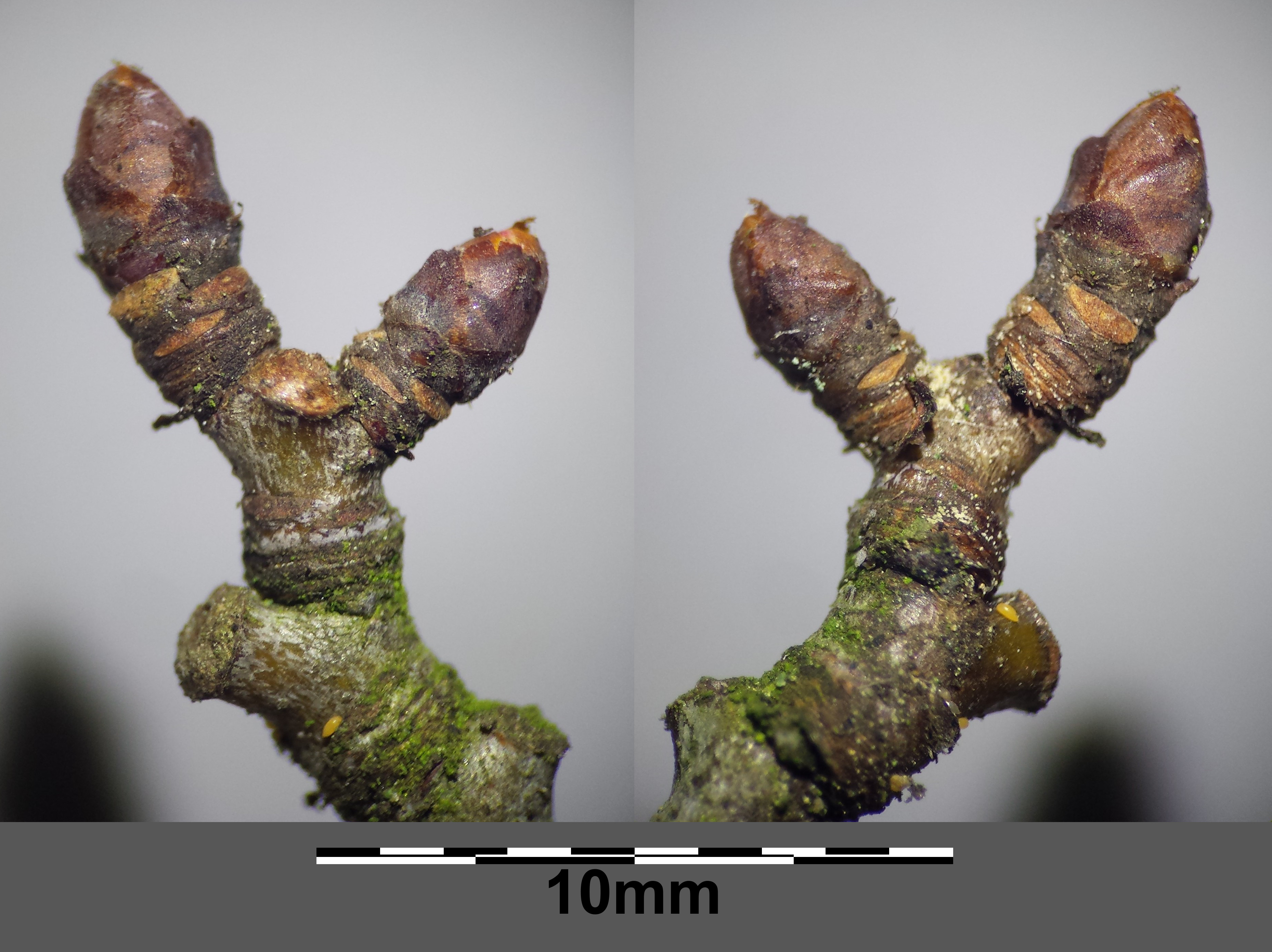
Kurztriebe mit Knospen
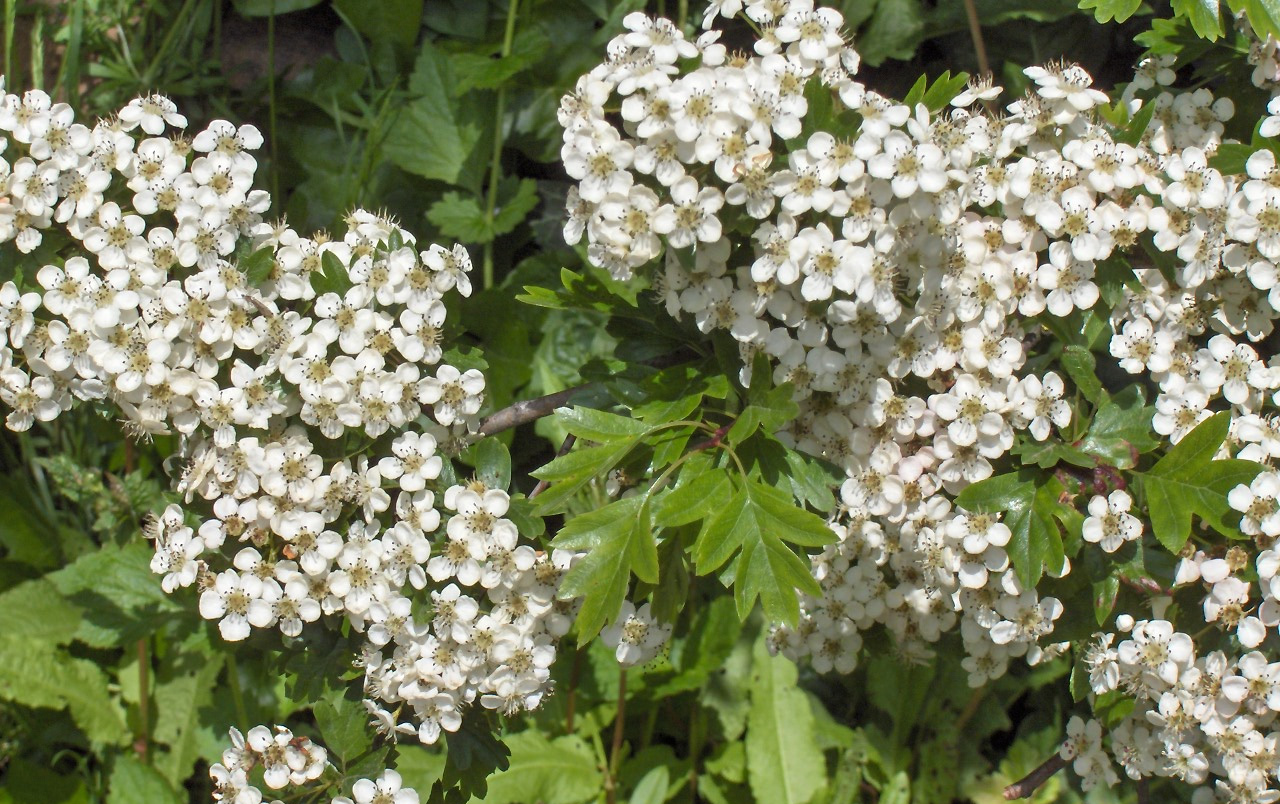
Blüten
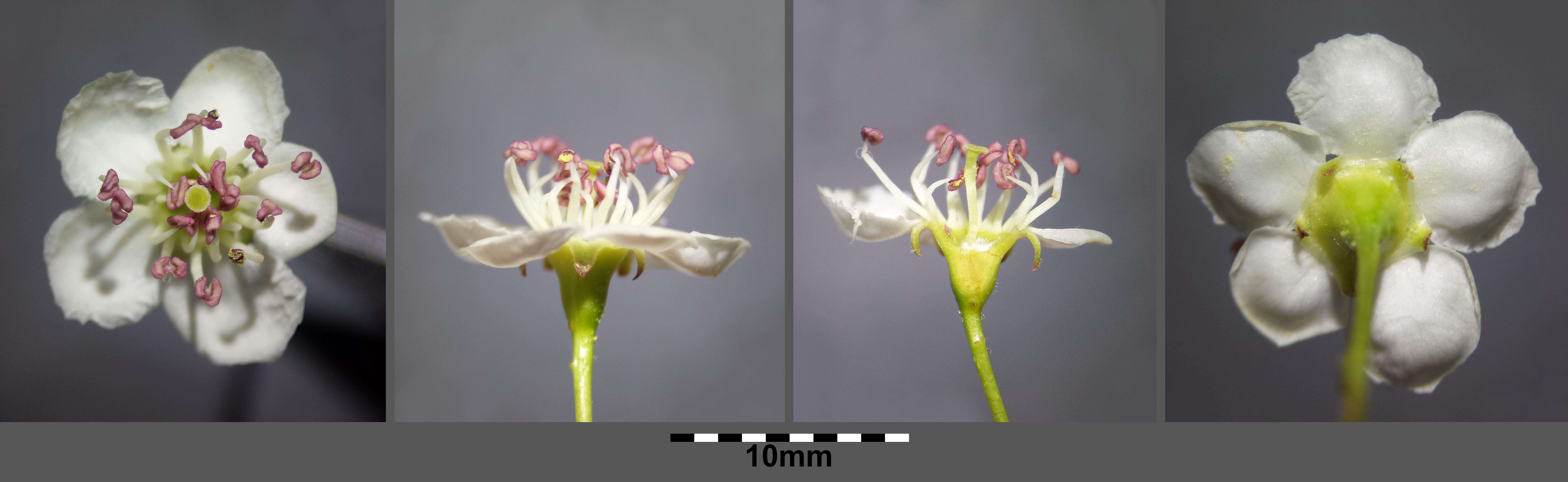
Blüte
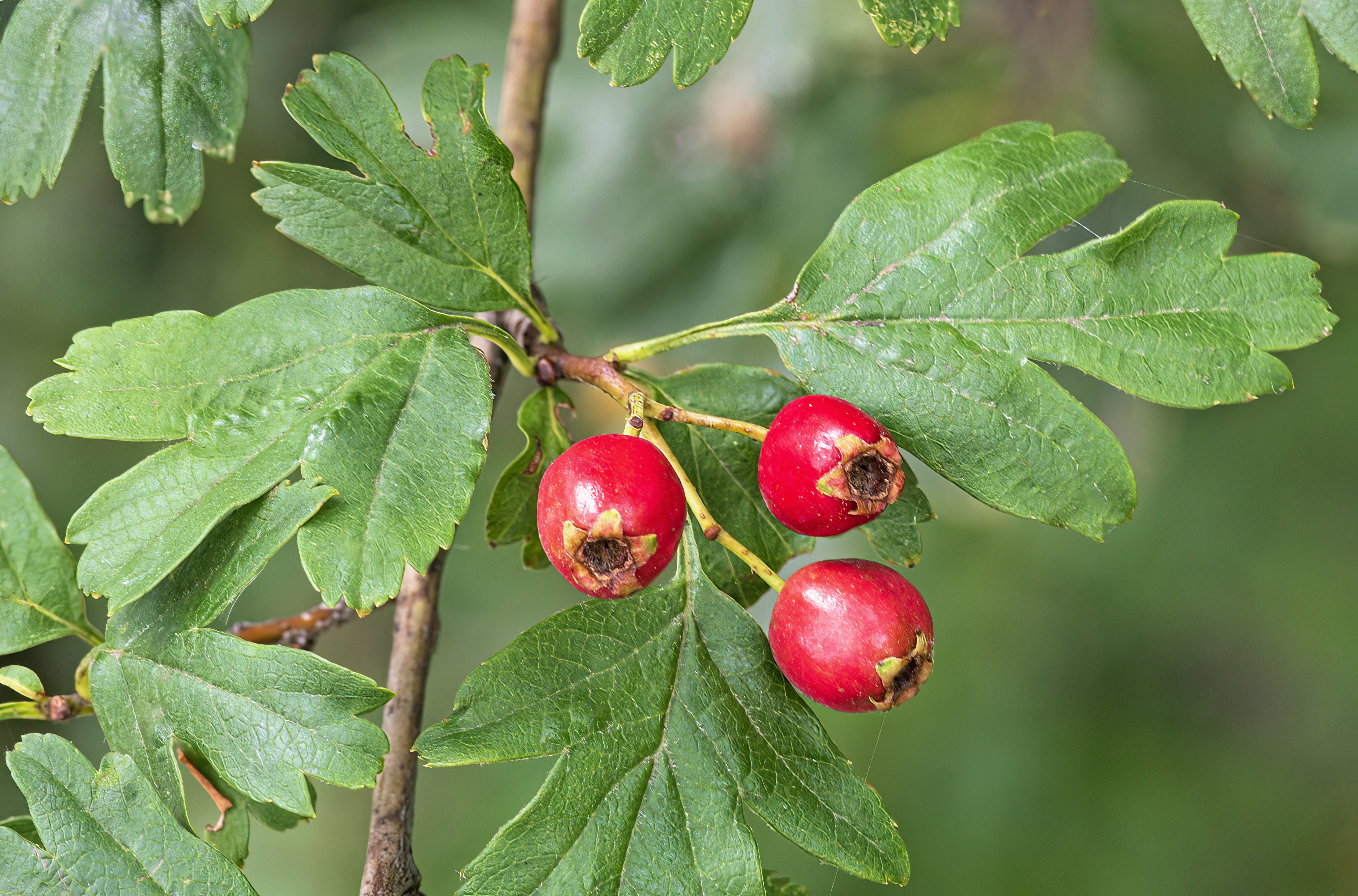
Früchte
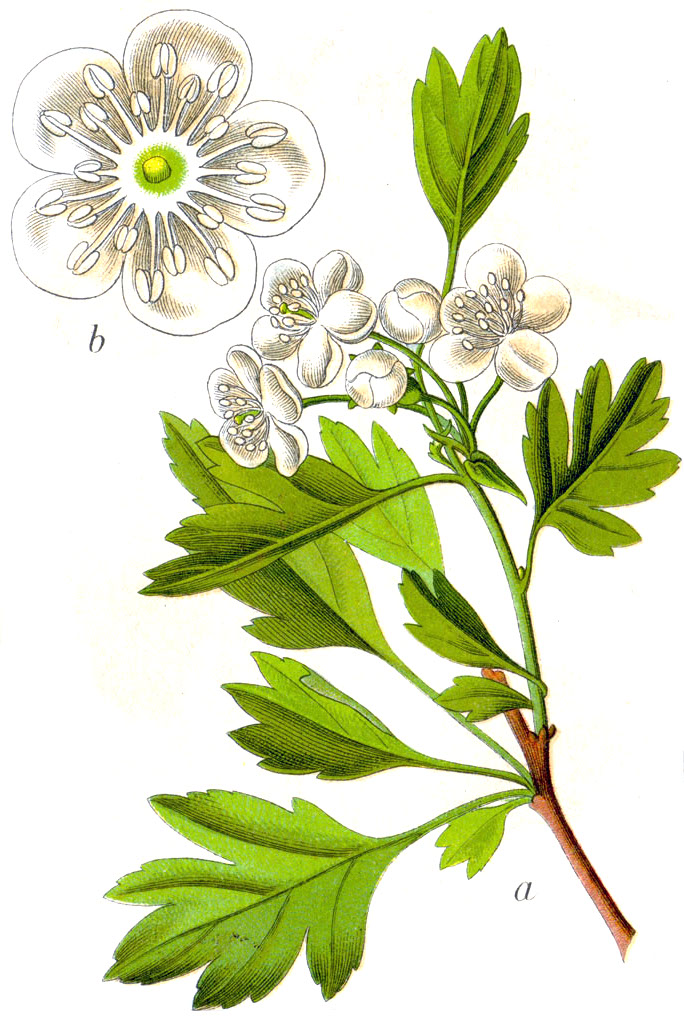
Illustration
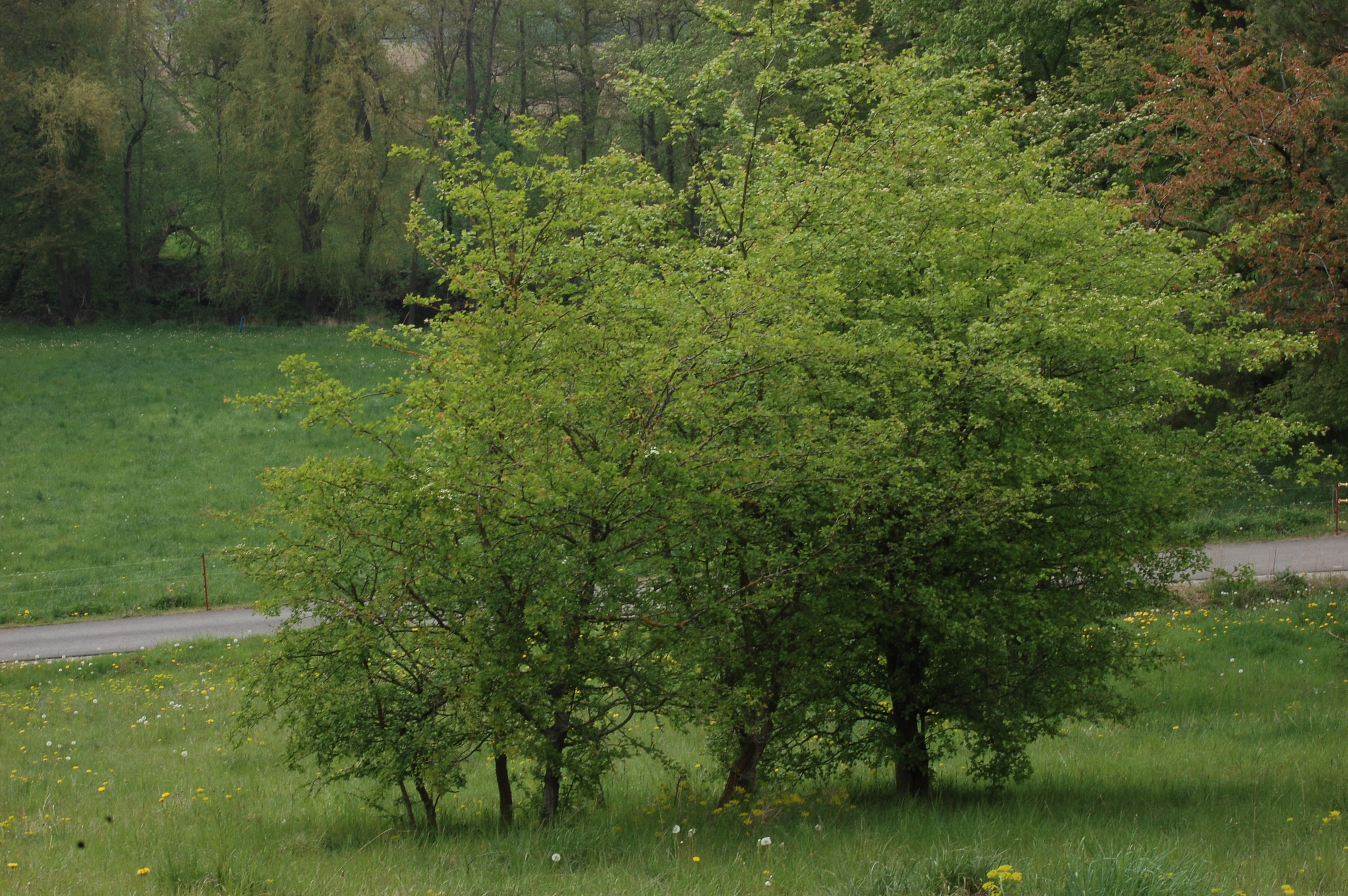
Eine Gruppe Weißdornsträucher